# Vasudhaiva Kutumbakam
Le monde est une famille
 (mars 2022).

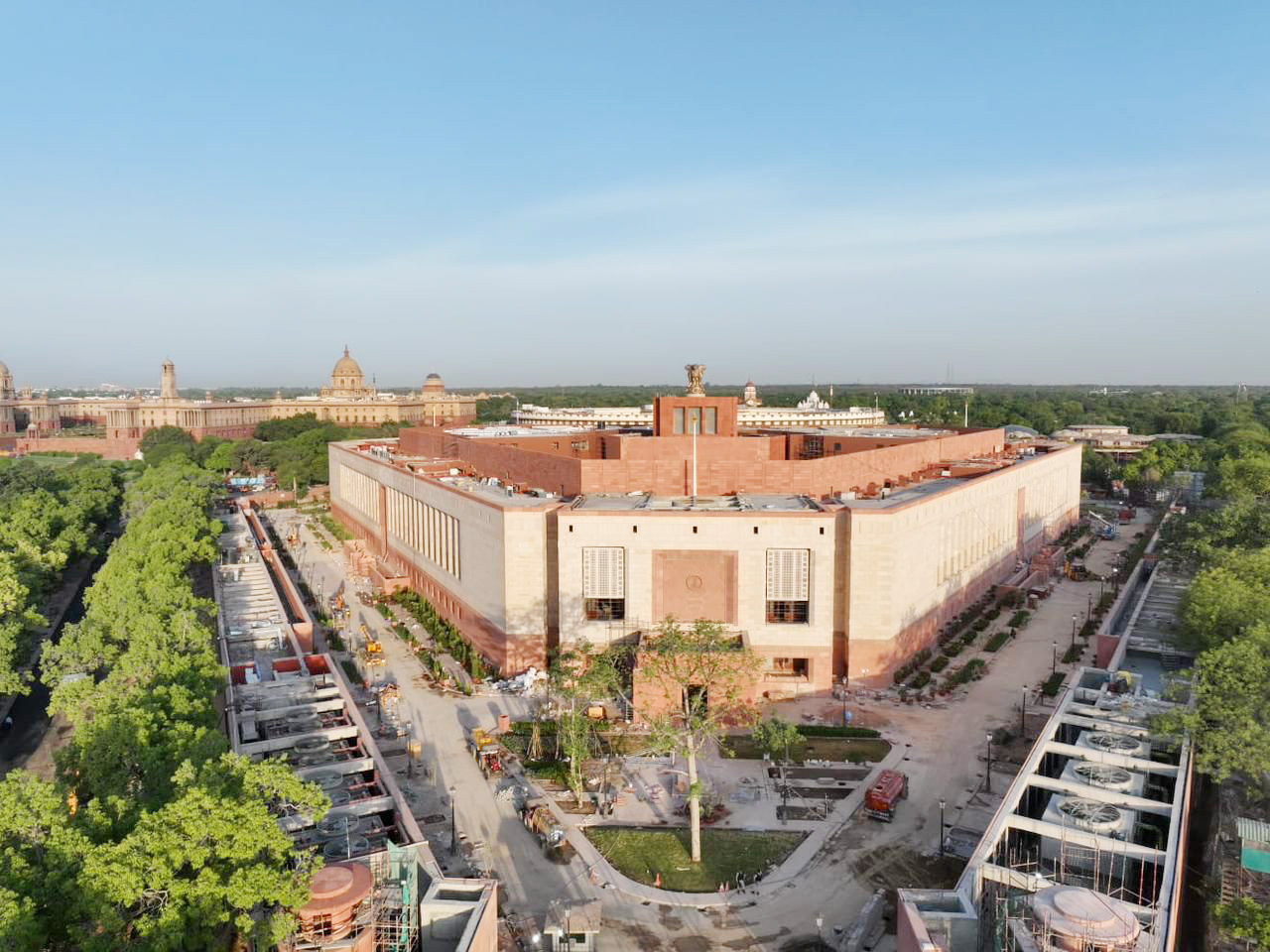
Le verset le monde est une famille de Maha Upanishad est gravé dans le hall d'entrée du Parlement de l'Inde.

Vasudhaiva Kutumbakam est une expression sanskrite trouvée dans des textes hindous tels que le Maha Upanishad, et qui signifie « le monde est une famille ».

## Traduction
La phrase Vasudhaiva Kuṭumbakam (sanskrit : वसुधैव कुटुम्बकम्) se compose de plusieurs mots : vasudhā (la terre), ēva (est ainsi) et kuṭumbakam (famille).

## Histoire
अयं निजः परो वेति गणना लघुचेतसाम्। (ayaṃ nijaḥ paro veti gaṇanā laghucetasām)
उदारचरितानां तु वसुधैव कुटुम्बकम्॥ (udāracaritānāṃ tu vasudhaiva kuṭumbakam)
Le verset original apparaît au chapitre 6 de Maha Upanishad VI.71-73,. Également présente dans le Rig Veda, elle est considérée comme la valeur morale la plus importante dans la société indienne,,. Ce verset de Maha Upanishad est gravé à l'entrée du parlement de l'Inde.

« Le monde est une famille
L'un est un parent, l'autre un étranger,

disent les esprits étroits.

Le monde entier est une famille,

soutiennent les magnanimes.

Soyez détachés,

soyez magnanimes,

élevez votre esprit, profitez

du fruit de la liberté brahmanique.
—Maha Upanishad 6.71–75 »

Les ślokas suivants poursuivent en disant que ceux qui n'ont aucun attachement continuent à trouver le Brahman (le seul Esprit suprême et universel qui est l'origine et le support de l'univers phénoménal). Le contexte de ce verset est de décrire comme l'un des attributs d'un individu qui a atteint le plus haut niveau de progrès spirituel et qui est capable d'accomplir ses devoirs mondains sans attachement aux possessions matérielles.

## Influences
Le texte a eu une influence sur la majorité de la littérature hindoue qui l'a suivi. Le populaire Bhagavata Purana, le plus traduit du genre de littérature Purana dans l'hindouisme, par exemple, appelle l'adage Vasudhaiva Kutumbakam du Maha Upanishad, comme « la pensée védantique la plus élevée ».
Le Dr N. Radhakrishnan, ancien directeur du Gandhi Smriti et du Darshan Samiti, estime que la vision gandhienne du développement holistique et du respect de toutes les formes de vie ; la résolution non-violente des conflits ancrée dans l'acceptation de la non-violence à la fois comme credo et comme stratégie ; étaient une extension de l'ancien concept indien de Vasudhaiva Kutumbakam.